# Nasne

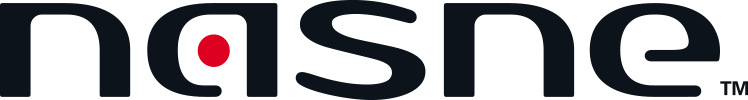
「nasne」のロゴ

nasne（ナスネ）は、ソニー・インタラクティブエンタテインメント (SIE) （旧称：ソニー・コンピュータエンタテインメント (SCE) ）およびバッファローが開発・販売するデジタルチューナーおよびハードディスク・レコーダー機能を搭載したネットワークストレージ（NAS）。SIEでは「ネットワークレコーダー&メディアストレージ」と称している。
SIEが2012年から2019年まで販売したのち、2021年以降はバッファローが継承した新モデルが販売されている（後述）。

## 概要
地上・BS・110度CSの3波に対応したデジタルテレビチューナー（データ放送・ラジオ放送は非対応）とハードディスクドライブを内蔵し、ネットワークを介する形でPlayStationシリーズの各種ゲーム機、スマートフォンやタブレット端末、PCを使ってテレビの視聴や録画・再生を可能とする。それに加えてDLNAとDTCP-IP対応のメディアサーバとしても機能するため、録画した番組コンテンツはDiXiM等のクライアントソフトウェアでの視聴が可能である。システムソフトウェアのアップデートでDLNA対応機種ではnasneに保存した画像や音楽、動画の再生が可能となる。
DLNAとDTCP-IPに完全対応した上でDLNAの認証も通っているので、再生に対応する製品はSIEやソニー製品に限らない。ただし、nasneからのEPGデータ受け取り等には独自のAPIを使用する。また、DTCP-IPムーブによる録画番組の書き出しには、他社で採用例の多いダビング元の機器からダビング先を指定し、録画番組を送り出す「アップロード型」ではなくダビング先の機器からダビング元の録画番組を操作する「ダウンロード型」を採用したため、発売直後は同方式に対応した他社製品がなかったものの、後に対応製品が発売されている 。
USBを介して外付けHDDによる録画容量の増量に対応している。HDDはnasne一台につき1個まで、最大容量は2TB（SIE製モデル）または8TB（バッファロー製モデル）までとなっており、それ以上の容量のHDDを接続しても最大容量以上の使用はできない。
SIE製の商品としては2019年に出荷完了し終売となったが、2020年10月7日にバッファローがSIEの協力を得る形で製造・販売を継承すると発表した。2021年春に発売予定とし、今後はバッファローがハード面を担い、torneのアプリケーションやオンラインサービスについてはSIEが引き続き運営を行うとする。2021年3月17日にバッファローは新モデルを3月末に発売すると発表した。バッファローの発表に併せてSIEは新旧nasneに対応したPlayStation 5版torneを2021年末に配信することを発表した。

### 対応端末
PlayStation 3（PS3）では既に販売されているテレビ視聴・録画アプリケーションの「torne」（バージョン4.0以降）をそのまま使用する。このため、PS3専用地デジチューナーユニットの視聴・録画機能とnasneの機能を一括して操作・管理することが可能となる。また、PS3には最大4台までのnasneを登録可能で、地デジチューナーユニットを合わせると最大5番組の同時録画が可能となる。
PlayStation Vita（PS Vita）では当初はPS3のリモートプレイを介する形での視聴か、「uke-torne」によるPS3を介してのデータ書き込みのみ使用可能だった。2012年12月20日配信開始の「torne PlayStation Vita」を使うことで、PS3のtorne同様のユーザーインターフェースによるテレビ・ビデオ視聴やWi-Fiによる録画番組の書き出しが可能となった。2014年9月25日に行われたnasneシステムソフトウェアとtorne PS Vitaのアップデートでリモート視聴機能「Anytime TV」に対応する。また、録画番組以外の保存したコンテンツにリモートアクセスできるアプリ「naspocket」も提供されている。
PlayStation Vita TV（PS Vita TV）でも専用のtorneが配信されている。ただし、PS Vita版と違ってメモリーカードへの書き出しや「uke-torne」による録画ビデオ受取り機能は使用できない。
PlayStation 4（PS4）では「torne PlayStation 4」が2014年6月10日から配信されている。PS4本体のシステムソフトウェアも1.70以上にしておく事が必要。
PlayStation 5（PS5）では2021年11月24日よりPS5版torneが配信されている。
PC用としては当初はVAIO用に専用の視聴・録画アプリケーション「VAIO TV with nasne」が提供されていたが、2014年7月にはVAIO以外のWindows PCに対応する「PC TV with nasne」が提供されている。いずれもネットワーク経由でテレビの視聴や録画予約が可能なほか、nasneに録画した番組コンテンツをBlu-ray DiscやDVDにダビングでき、PCのHDDやSSDに書き出すこともできる。nasneを最大8台登録することで8チャンネル同時録画も可能となっている。
スマートフォンやタブレット端末においては、当初からXperiaのムービーアプリで視聴可能となっており、その後ソニー製BDレコーダー用の管理アプリ「RECOPLA」と再生アプリ「Twonky Beam」がnasneに対応したことでXperia以外のAndroid端末やiOS端末でも視聴が可能となった。また、サードパーティ製のアプリでも視聴が可能となっている。2014年7月からはソニー製の視聴アプリ「Video & TV SideView」（旧称：TV SideView）のAndroid版/iOS版がnasneに対応し、「ワイヤレスおでかけ転送」「外から録画予約」「家じゅうどこでも視聴」に対応、2014年9月25日のアップデートで「Anytime TV」に対応する。また、Androidには録画番組以外の保存したコンテンツにリモートアクセスできるアプリ「nasne ACCESS」も提供されており、こちらでも有料プラグインを導入することで「Anytime TV」に対応する。2015年3月18日からはSIE製の公式アプリとして「torne mobile」が提供されており、PS4版との連携も可能となった。
このほか、「Gガイド.テレビ王国」（2020年11月11日より。同年7月31日までは「Gガイド.テレビ王国CHAN-TORU」）とも連動し、外出先でもPS Vita・PC・スマートフォン・タブレット端末などから録画のリモート予約が可能となっている。
また、ソニー製の液晶テレビブラビアでは2014年春モデルからルームリンク機能を使うことでnasneの各種操作ができるようになっている。

### 主な機能

#### ネットワークレコーダー機能
- DLNAとDTCP-IP対応によるネットワークを介したテレビのライブ視聴、録画した番組コンテンツのストリーミング配信（最大2本同時配信可能）
- テレビ番組の録画（DRモード/3倍録画モード）、リモート録画機器の登録、インターネット経由での録画予約
- 再生時のトリックプレイ、シーンサーチ、レジューム
- 専用アプリケーションを使ってのPS3、PS Vita、Sony Tablet/Xperia Tablet、Xperiaでのネットワーク経由での視聴・再生
- 録画コンテンツの2機器同時再生
- PlayStation Portable（PSP）、PS Vita、Xperia Tablet、Xperia（「ムービー」アプリ搭載機種）、ウォークマン（2012年12月中旬予定のアップデート対象機種[15]）への録画コンテンツの書き出し
- VAIOのHDD/SSDへの書き出し、BD/DVDへのダビング（ダビング10、DTCP-IP Move対応）

#### メディアサーバー機能
- ライブチューナー（テレビ放送）と録画コンテンツのDMS配信
- 画像・音楽・ビデオファイルのDMS配信

#### ファイルサーバー機能
- 共有ディレクトリの設定
- ワークグループの設定
- PS Vitaのコンテンツバックアップ機能（システムソフトウェア1.71で対応）
- AnytimeAccess（リモートアクセス機能、システムソフトウェア2.0で対応）
- nasneシェア（インターネット経由による複数台フォルダ同期機能、システムソフトウェア2.0で対応）
- Anytime TV（リモート視聴機能、システムソフトウェア2.5で対応、対応アプリケーションが必要）

### 主な仕様
- 外形：約43×189×136mm/約44.5×187×135mm(NS-N100)
- 質量：約460g
- 対応放送：地上デジタル（ISDB-T）、衛星デジタル（ISDB-S）
- 受信チャンネル：VHF 1〜12ch、UHF 13〜62ch、CATV C13〜C63ch、BS/110度CSデジタル 1032〜2071MHz
- 内蔵HDD：SATA 2.5インチ、500GB(CECH-ZNR1J)/1TB(CECH-ZNR2J)/2TB(NS-N100)
- アンテナ端子：入出力共にF型コネクタ、地上デジタル/BS/110度CS混合
- ネットワーク端子：RJ-45、100BASE-TX/1000BASE-T
- USB端子：USB 2.0準拠、Type-A、外付けHDD接続用（FAT32フォーマット、最大2TB/NS-N100はXFSフォーマット、最大6TB）
- B-CASカードスロット（赤色B-CASカード付属）/miniB-CASカードスロット(NS-N100)
- 電源：AC100V、DC12V/1.5A
- 消費電力：録画中/2ストリーム配信時 9.5W、省電力モードスタンバイ時 1.5W

### 型番

#### SIE製モデル
- 500GBモデル - CECH-ZNR1J
- 1TBモデル（初期型） - CECH-ZNR2J
- 1TBモデル（2代目） - CECH-ZNR2J01
- 1TBモデル（3代目） - CUHJ-15004

各モデルの違いは希望小売価格・内蔵HDDの容量のほか、PS3版『torne』アプリについてはBD-ROM同梱（500GBモデル）・プロダクトコード同梱（1TBモデル初期型）・同梱なし（1TBモデル2代目・3代目）のいずれかとなっている。録画操作については、PS3以外のPS Vita/PS Vita TV等から行うには機種別に別途有償提供されているtorneアプリが必要。

#### バッファロー製モデル
- 2TBモデル - NS-N100

SIE製モデルとの主な違いは以下のようになっている。
- 内蔵HDDの容量（2TBに増量）
- 外付けストレージの最大容量（2TBから6TBへ拡大、ソフトウェアアップデートで8TBまで対応[17]）
- 外付けストレージとして新たにポータブルHDD/SSDに対応
- 外付けストレージの対応ファイルシステム（FAT32からXFSへ変更）
- 筐体設計（ファンレスから静音ファン搭載へ変更）
- ファイルサーバー機能（SMB 1.0から2.0に変更）
- iPhone/iPadでのHD画質視聴に対応
- PS3/PS Vita/PS Vita TV版のtorneアプリに非対応
- Android/iOSのVideo & TV SideViewアプリに非対応
- ブラビアからの操作に非対応

バッファロー製モデルではハードウェアは一から作り直しが行われ、CPU・OSともに完全に新規設計となった。そのうえでコーデックやサポート解像度の見直しに加え、torneとの連結部分も再設計されている。

## 注意点
PS3では無線LANの規格が古く、無線LAN経由で動画を再生するには音声や動画が途切れ途切れになる可能性があり、特にリアルタイム視聴に関しては顕著である。公式サイトでも「PS3®から"ナスネ"にアクセスする場合は、PS3®を有線で接続してください。無線で接続していると、映像が途切れたりなめらかに再生できなかったりします。」と有線で接続するように勧められている。ただし、仕様としてはPS3からの無線接続は無効化されてはないので利用できないことはない。

## システムソフトウェア
本節ではシステムソフトウェアのバージョンについて記す。PlayStation各機種用TV視聴・録画アプリケーションについてはtorneのものと同一であるため、torneの記事を参照。
バージョン1.00
- 2012年7月19日
  - 初期リリース

バージョン1.50
- 2012年8月30日
  - 発売日当日にアップデーターが配信される。
    - DLNAによるメディアストレージとしての画像・音楽・動画のDMS配信機能を追加
    - DLNA対応機器上のnasneアイコンのカスタマイズ機能を追加
      - 表示されるアイコンを変更する機能。アイコンは25種類用意されている。このうち13種類は、特定の条件を満たすことで選択できるようになり、「リアル茄子出現システム」と称している。アクセスする機器の組み合わせやリモートユーザーの登録数が条件である。

    - システムソフトウェアアップデート情報の自動通知に対応
      - DLNA機器上に表示されるnasneのサーバアイコン上にアップデート情報の通知が行われる。

    - DLNAクライアント機器管理機能の追加
    - 「nasne HOME」のスマートフォン表示に対応
    - 「Gガイド.テレビ王国CHAN-TORU」でのリモートユーザー登録を簡素化
    - データベースの手動更新に対応
    - 「nasne HOME」内からのアンテナレベル確認に対応

バージョン1.51
- 2012年9月13日
  - 受信待機機能を追加
    - WOWOWやスカパー!e2などの有料放送契約時に、申し込んだチャンネルを選局し、電波を一定時間受信して視聴できる状態にする。

  - 動作の安定性を改善

バージョン1.52
- 2012年12月13日
  - 外付けハードディスクに一定容量以上のファイルを保存できない場合がある不具合を改善
  - 動作の安定性を改善

バージョン1.71
- 2013年4月17日
  - Wi-Fiを介してPS Vitaと接続し、nasneとPS Vitaの間でのデータ転送やPS Vitaのバックアップをとることが可能になった（PS Vitaのシステムソフトウェアをバージョン2.10にする必要がある）
  - DLNA対応機器との互換性の向上
  - システムソフトウェアの安定性向上

バージョン2.00
- 2013年10月10日
  - Anytime Access
    - 専用のアプリケーション「naspocket」（PS Vita用）「nasne ACCESS」（Android用）を使用して、PS VitaやAndroidスマートフォンからWi-Fiまたはモバイルネットワークを介してnasneに保存した画像・音楽・映像データにリモートアクセスできる。ただし、テレビ録画データ、PS Vitaのバックアップファイルは再生不可。

  - nasneシェア
    - インターネットを経由して、異なる場所に設置された2台のnasneをリアルタイム同期させ、特定のフォルダのデータを共有できる

  - Reader for PlayStation Vitaで購入した電子書籍データをnasneで保存できるようになった。ただし、Reader for PlayStation Vitaをバージョン1.40にする必要がある。
  - システムソフトウェアの動作の安定性を改善

バージョン2.10
- 2013年12月12日
  - 録画番組へのチャプター自動生成機能の追加
    - 音や映像の切り替わりを検知してチャプターを自動生成する。torneバージョン4.5以上及びtorne PlayStation Vita/Vita TVバージョン1.1以上で再生可能

  - DLNA対応機器との互換性の向上
  - システムソフトウェアの安定性向上

バージョン2.11
- 2014年1月30日
  - システムソフトウェアの動作の安定性を改善

バージョン2.50
- 2014年9月25日
  - リモート視聴機能「Anytime TV」の追加
    - 「torne PlayStation Vita」「nasne ACCESS」「TV SideView」を使って、PS Vita、スマートフォン、タブレット端末で、外出先から携帯電話回線やWi-Fiを介してnasneにアクセスし、放送のリアルタイム視聴や録画番組の視聴が可能になる。torne PS Vita以外は有料プラグインが必要。

  - DLNAアップロード機能の追加
    - 対応した機器からnasneのHDDに直接画像・音楽・ビデオファイルをアップロードすることが可能になる。

  - 「nasne HOME」に機能を追加
    - 「クライアント機器管理」でAnytime TVのクライアント情報が確認できるようになった。
    - 「レコーダー設定」に「録画・再生状態」を追加、録画・再生の状況を表示できるようにした。
    - 「モバイル機器視聴設定」を追加
    - 基本設定に「nasneの確認」を追加、押すことでnasne本体のインジケータランプを赤点灯させ、どの本体にアクセスしているか確認が可能になった。

  - DLNAによるFLAC形式のファイル配信機能に対応
    - ホームネットワーク上にある対応プレーヤーにハイレゾリューションオーディオの配信が可能となる。

  - nasne ACCESSで外出先からnasne HOMEを起動し、nasneの状況確認や設定変更が可能になった。
  - システムソフトウェアの安定性を向上、機能を改善

バージョン2.51
- 2015年4月10日
  - 「nasne HOME」でアプリケーション毎のAnytime Access機器の登録解除に対応
  - システムソフトウェアの動作の安定性を改善

バージョン2.57
- 2017年1月30日
  - リモート視聴制限チャンネルとしてグリーンチャンネル、FOXスポーツ&エンターテイメント、FOX、ナショナルジオグラフィックチャンネルを追加。
  - システムソフトウェアの動作の安定性を改善

バージョン2.60
- 2017年11月16日
  - 最大録画件数がこれまでの1000件から3000件に増強

バージョン3.50（バッファロー製nasne（NS-N100））
- 2021年3月
  - バッファロー製nasne（NS-N100）の初期バージョン

バージョン3.70（バッファロー製nasne（NS-N100））
- 2021年7月
  - 「みまもり合図 for nasne」に対応
  - 「nasne向け録画番組引越しサービス」に対応
  - 「バッファロー正規データ復旧サービス」に対応

バージョン4.00（バッファロー製nasne（NS-N100））
- 2021年11月
  - 「お引越しダビング」に対応

バージョン4.30（バッファロー製nasne（NS-N100））
- 2022年8月
  - 最大録画件数が3000件から6000件に増強

## 沿革
2012年
4月17日：SCEがnasneを発表。偶然にも「なすび記念日」と一致。
7月13日：500GBモデル（CECH-ZNR1J）の発売日に合わせてシステムソフトウェア1.50の配信を行うと発表。
7月18日：一部の製品の内蔵HDDが輸送により部分的に破損したとして、本来予定していた7月19日の発売を延期すると発表。全台数を再検査した後、改めて発売日を発表するとした。
8月7日：延期されていた発売日を8月30日にすると発表。同時にシステムソフトウェア1.50とtorneのソフトウェアバージョン4.1、VAIO TV with nasne、RECOPLAのアップデーターの配信もこの日に行う。
8月30日：500GBモデル発売開始。
12月20日：torne PlayStation Vitaの配信を開始。
2013年
9月9日：1TBモデル（初期型）（CECH-ZNR2J）の追加発売とシステムソフトウェア2.0配布を発表。
10月1日：グッドデザイン賞受賞。
10月10日：1TBモデル（初期型）発売開始及びシステムソフトウェア2.00、AnytimeAccess用アプリケーション「naspocket」「nasne ACCESS」の配信開始。
11月14日：torne PlayStation Vita TVの配信を開始。
2014年
6月10日：torne PS4の配信を開始。
7月10日：『VAIO TV with nasne』の一般PC向けバージョンであるクライアント『PC TV with nasne』販売開始。
9月25日：リモート視聴機能「Anytime TV」に対応したシステムソフトウェア2.50の配信を開始。
2015年
3月9日：1TBモデル（2代目）（CECH-ZNR2J01）発売開始。
3月18日：Android/iOS用アプリ「torne mobile」の配信を開始。
2016年
12月8日：1TBモデル（3代目）（CUHJ-15004）発売開始。
2019年
6月24日：ホームページ上でnasneが近日出荷完了予定と告知。
2020年
10月7日：バッファローがnasneの発売を継承すると発表。
2021年
3月17日：バッファローが新型nasneの3月末発売を発表。同時に、SIEがPS5版torneの年末配信を発表。
7月14日：バッファローがnasneのシステムアップデートによりデータ故障予測機能「みまもり合図 for nasne™」、「nasne™向け録画番組引越しサービス」、「バッファロー正規データ復旧サービス」の3つのサービスに対応すると発表。
11月10日：バッファローがnasneのシステムアップデートにより「お引越しダビング」機能が利用可能となることを発表。
2022年
7月13日：バッファローが「お引っ越しダビングアプリ」をリリース

### 関連ソフトウェア
- torne - 本製品を含む、デジタルレコーダーの制御に用いられるテレビ視聴・録画アプリケーション。PS3用地上デジタルレコーダキットの名称としても知られる。なお、地上デジタルレコーダキット付属のPS3専用地デジチューナーの名称ではない。

### 関連ハードウェア
- PlayStation 3 - 同社の据え置き型ゲーム機
- PlayStation 4 - 同社の据え置き型ゲーム機
- PlayStation 5 - 同社の据え置き型ゲーム機
- PlayStation Vita - 同社の携帯型ゲーム機

### 関連製品
- VAIO - VAIO(旧ソニー)が販売するPC/AT互換機のシリーズブランド
- Xperia - ソニーモバイルコミュニケーションズのスマートフォン・タブレット端末及びソニーのタブレット端末のシリーズブランド
- Sony Tablet - ソニーのタブレット端末のブランド
- ウォークマン - ソニーの音楽プレーヤーのブランド

### その他
- 地上デジタルテレビ放送
- 日本における衛星放送
- ハードディスク・レコーダー
- ネットワークアタッチトストレージ